# ذي روكر
ذي روكر (بالإنجليزية: The Rocker)‏ هو فيلم كوميدي تم إنتاجه في الولايات المتحدة سنة 2008 . وهذا الفيلم من بطولة كريستينا أبلغيت وإيما ستون وجين لنتش وجين لنتش وعزيز أنصاري.

## قصة الفيلم
روبرت فيشمان أو «فيش» هو عازف درامز محب لفنه ومتفان في عمله. يعملفيش مع فريق فيزوفيوس الغنائى، ويحلم هو وزملائه فيالفريق أن يصبحوا نجوما في عالم موسيقى الروك آند رول، إلى ان يتم طرده فجأة من الفريق.
وبعد عشرين عاما من تحطم آماله الموسيقية، ينموإلى علم فيش أن هناك فريق للروك آند رول يسمى (إيه دى دى) بالمدرسة الثانوية التي يدرس بها ابن أخيه يبحث عن عازف درامز جديد.
ليصبح فيش بعد طول انتظار عضوا في فريق لموسيقى الروك، وبمرور الوقت يذيع صيت الفريق، مما أتاح لفيش فرصة استعادة العرش الذي طالما كان يؤمن أنه يستحقه.

## الممثلون والشخصيات
- كريستينا أبلغيت (بدور: كيم باول)
- إيما ستون (بدور: اميليا ستون)
- برادلي كوبر (بدور: رتاس جريس )
- جين لنتش (بدور: ليزا)
- عزيز أنصاري (بدور: عزيز)
- جيني كراكوسكي (بدور: )

## الميزانية والإيرادات
بلغت تكلفة إنتاج الفيلم حوالي 15 مليون دولار بينما حقق أرباحا تقدر بـ 8,767,338 دولار.

## روابط خارجية
- ذي روكر على موقع IMDb (الإنجليزية)
- ذي روكر على موقع ميتاكريتيك (الإنجليزية)
- ذي روكر على موقع روتن توميتوز (الإنجليزية)
- ذي روكر على موقع نتفليكس (الإنجليزية)
- ذي روكر على موقع قاعدة بيانات الأفلام العربية
- ذي روكر على موقع ألو سيني (الفرنسية)
- ذي روكر على موقع Turner Classic Movies (الإنجليزية)
- ذي روكر على موقع أول موفي (الإنجليزية)
- ذي روكر على موقع بوكس أوفيس موجو (الإنجليزية)
- ذي روكر على موقع فيلمافينيتي (الإسبانية)